# Josef Weißhaupt
Josef Weißhaupt (* 29. September 1863 in Pfullendorf; † 3. März 1944 ebenda) war ein deutscher Landwirt und Politiker (Zentrum).

## Leben
Weißhaupt wurde als Sohn eines Landwirtes geboren. Nach dem Volksschulabschluss 1878 besuchte er die Brauerschule in Augsburg. Seinen Militärdienst absolvierte er 1883 beim 12. Bayerischen Infanterie-Regiment in Neu-Ulm. Beruflich war er als Landwirt, Gastwirt und Besitzer der Brauerei zum Rößle in Pfullendorf tätig. Er war seit 1907 Mitglied der badischen Landwirtschaftskammer und fungierte von 1921 bis 1933 als deren Vizepräsident. 1918 wurde er Präsident des Badischen Bauernvereins. Von 1918 bis 1919 war er stellvertretender Vorsitzender des Badischen Landesbauernrates und seit 1921 Mitglied des Deutschen Landwirtschaftsrates.
Weißhaupt gehörte der Deutschen Zentrumspartei an, war von 1896 bis 1919 Stadtverordneter in Pfullendorf und von 1905 bis 1918 Mitglied der Zweiten Kammer der Badischen Ständeversammlung im Großherzogtum Baden. 1919 wurde er als Abgeordneter in den Landtag der Republik Baden gewählt, dem er bis 1929 angehörte.
Vom 2. April 1919 bis zum 21. November 1929 amtierte Weißhaupt als Staatsrat in der Badischen Landesregierung. Des Weiteren war er vom 30. Juni 1920 bis zum 6. April 1933 Mitglied des Vorläufigen Reichswirtschaftsrates.
Nach seinem Ausscheiden aus der aktiven Politik arbeitete er als Oberbrauer und Braumeister in Augsburg.